# Observatorio Sproul
El Observatorio Sproul fue el observatorio astronómico de Swarthmore College. Está ubicado en la localidad de Swarthmore, Pensilvania, Estados Unidos, y lleva el nombre de William Cameron Sproul, gobernador número 27º de  Pensilvania, que se formó en Swarthmore College en 1891.

## Directores
1. John A. Miller (1923–1938)
2. Peter van de Kamp (1937–1972)
3. Wulff-Dieter Heintz (1973–1982)
4. Sarah Lee Lippincott (1982–)

## Conexiones externas
- Wikimedia Commons alberga una categoría multimedia sobre Observatorio Sproul.
- Sproul Observatory
- Swarthmore College Bulletin, March 2001, pp 30-33, Barnard's Wobble
- The Cunningham Building: Swarthmore's Other Observatory

- Datos: Q7581353